# Желіславець
Желіславець (пол. Żelisławiec, нім. Sinzlow) — село в Польщі, у гміні Старе Чарново Грифінського повіту Західнопоморського воєводства.
Населення — 251 особа (2011).
У 1975-1998 роках село належало до Щецинського воєводства.

## Демографія
Демографічна структура станом на 31 березня 2011 року:
|          | Загалом | Допрацездатний вік | Працездатний вік | Постпрацездатний вік |
| -------- | ------- | ------------------ | ---------------- | -------------------- |
| Чоловіки | 133     | 29                 | 96               | 8                    |
| Жінки    | 118     | 20                 | 76               | 22                   |
| Разом    | 251     | 49                 | 172              | 30                   |